# Joeper
Joeper (Bulgaars: Юпер) is een dorp in het noordoosten van Bulgarije, gelegen in de gemeente Koebrat in de oblast Razgrad. Het dorp ligt ongeveer 44 km ten noorden van Razgrad en 283 km ten noordoosten van de hoofdstad Sofia.

## Bevolking
Op 31 december 2020 telde het dorp Joeper 371 inwoners. Het aantal inwoners vertoont al tientallen jaren een dalende trend: in 1934 woonden er nog 2.290 personen in het dorp.
| Bevolkingsontwikkeling van Juper tussen 1934 en 2020 |
| ---------------------------------------------------- |
|                                                      |
| ■ Volkstellingen ■ Schatting                         |

In het dorp wonen grotendeels etnische Bulgaren, maar er is ook een grote minderheid van Roma. In 2011 identificeerden 399 van de 448 ondervraagden zichzelf als etnische Bulgaren, oftewel 89,1% van alle ondervraagden. De overige ondervraagden noemden zichzelf etnische Roma (49 personen, oftewel 10,9%).
| Etnische samenstelling van de respondenten (2011) | Etnische samenstelling van de respondenten (2011) | Etnische samenstelling van de respondenten (2011) | Etnische samenstelling van de respondenten (2011) | Etnische samenstelling van de respondenten (2011) |
| ------------------------------------------------- | ------------------------------------------------- | ------------------------------------------------- | ------------------------------------------------- | ------------------------------------------------- |
|                                                   |                                                   |                                                   |                                                   |                                                   |
| Bulgaren                                          | Bulgaren                                          |                                                   | 89,1%                                             | 89,1%                                             |
| Turken                                            | Turken                                            |                                                   | 0,0%                                              | 0,0%                                              |
| Roma                                              | Roma                                              |                                                   | 10,9%                                             | 10,9%                                             |
| Anders/Onbekend                                   | Anders/Onbekend                                   |                                                   | 0,0%                                              | 0,0%                                              |

## Afbeeldingen

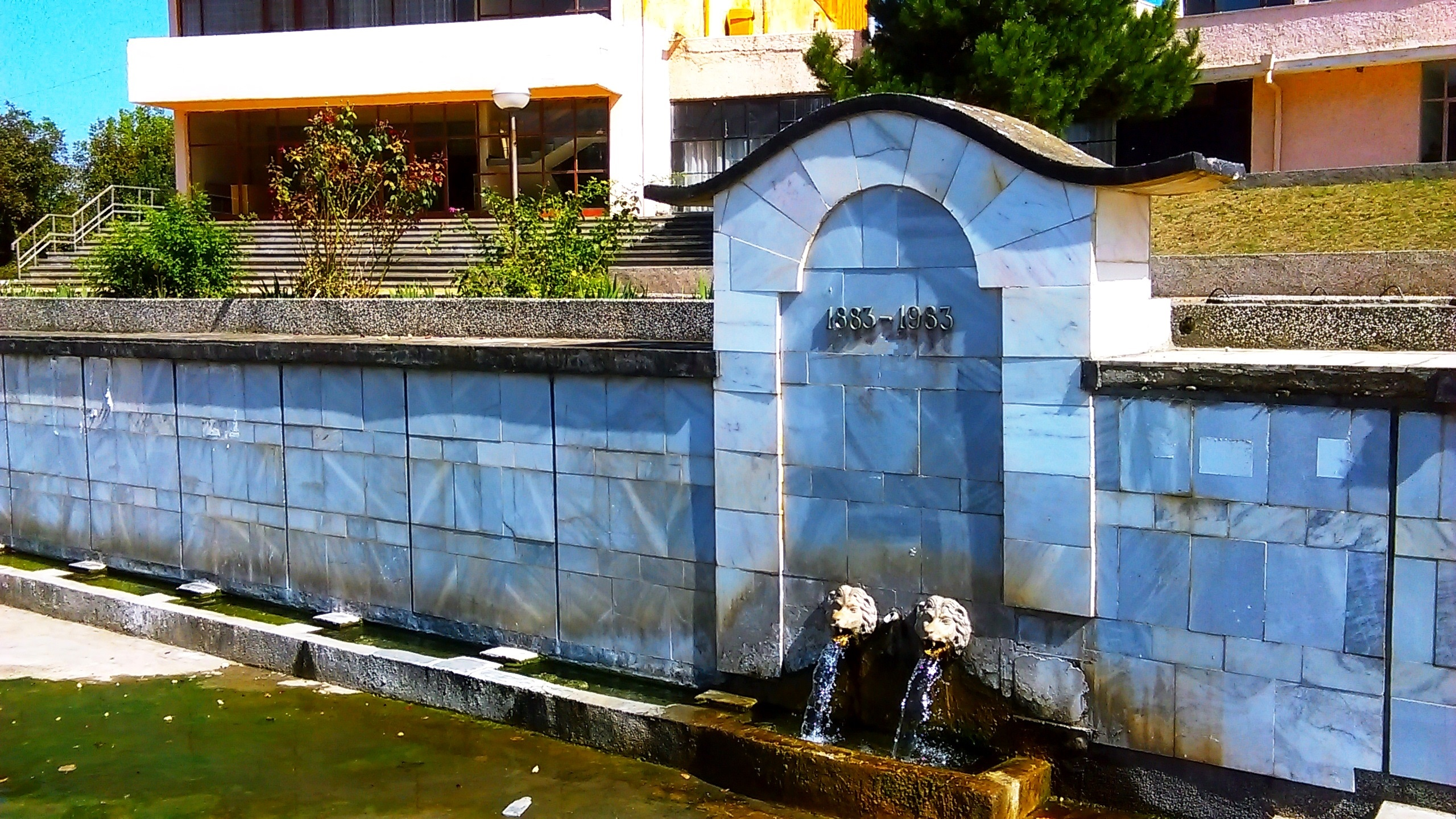
Waterbron van het dorp
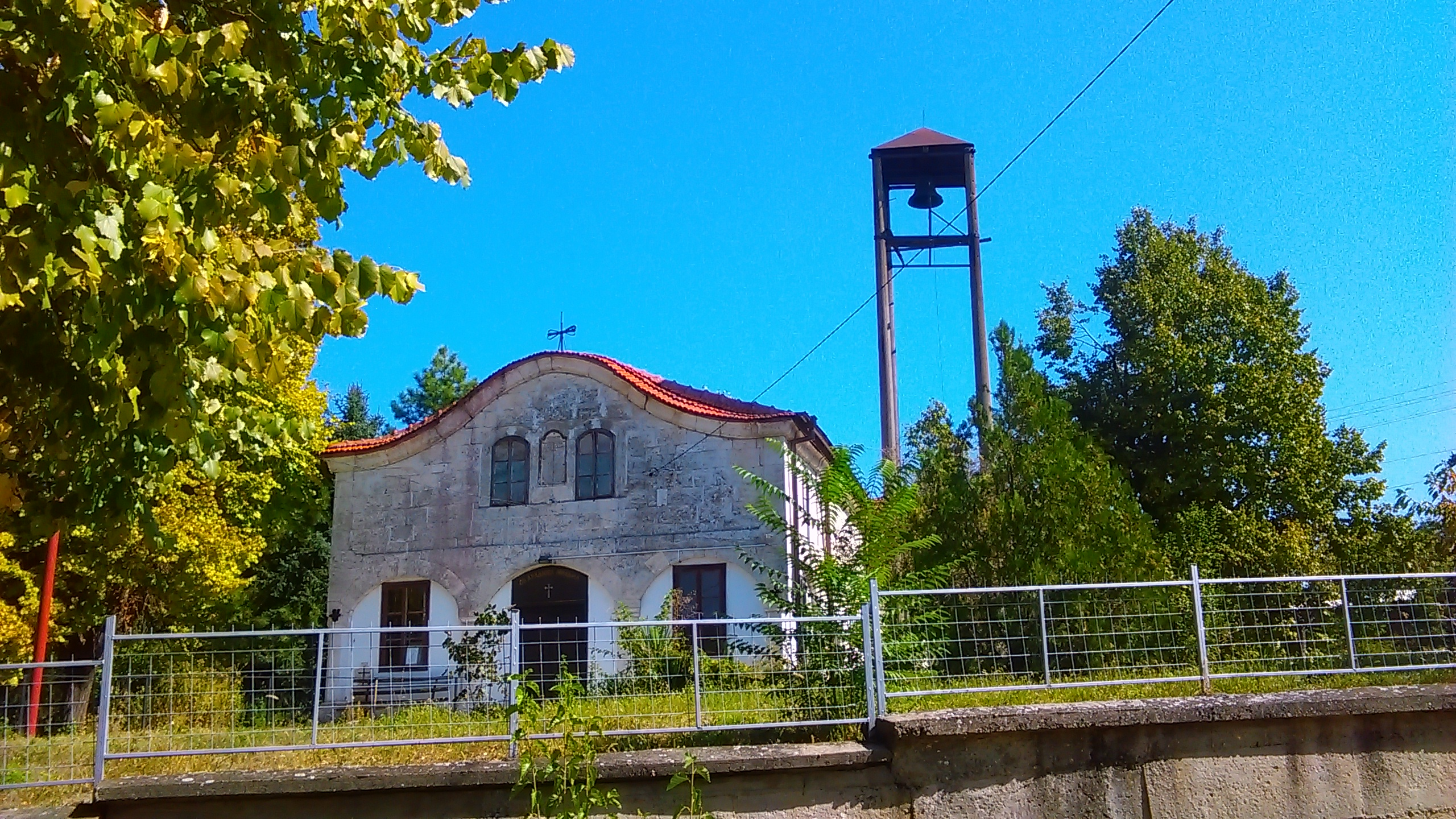
Kerk "Sv. Archangel Michail"
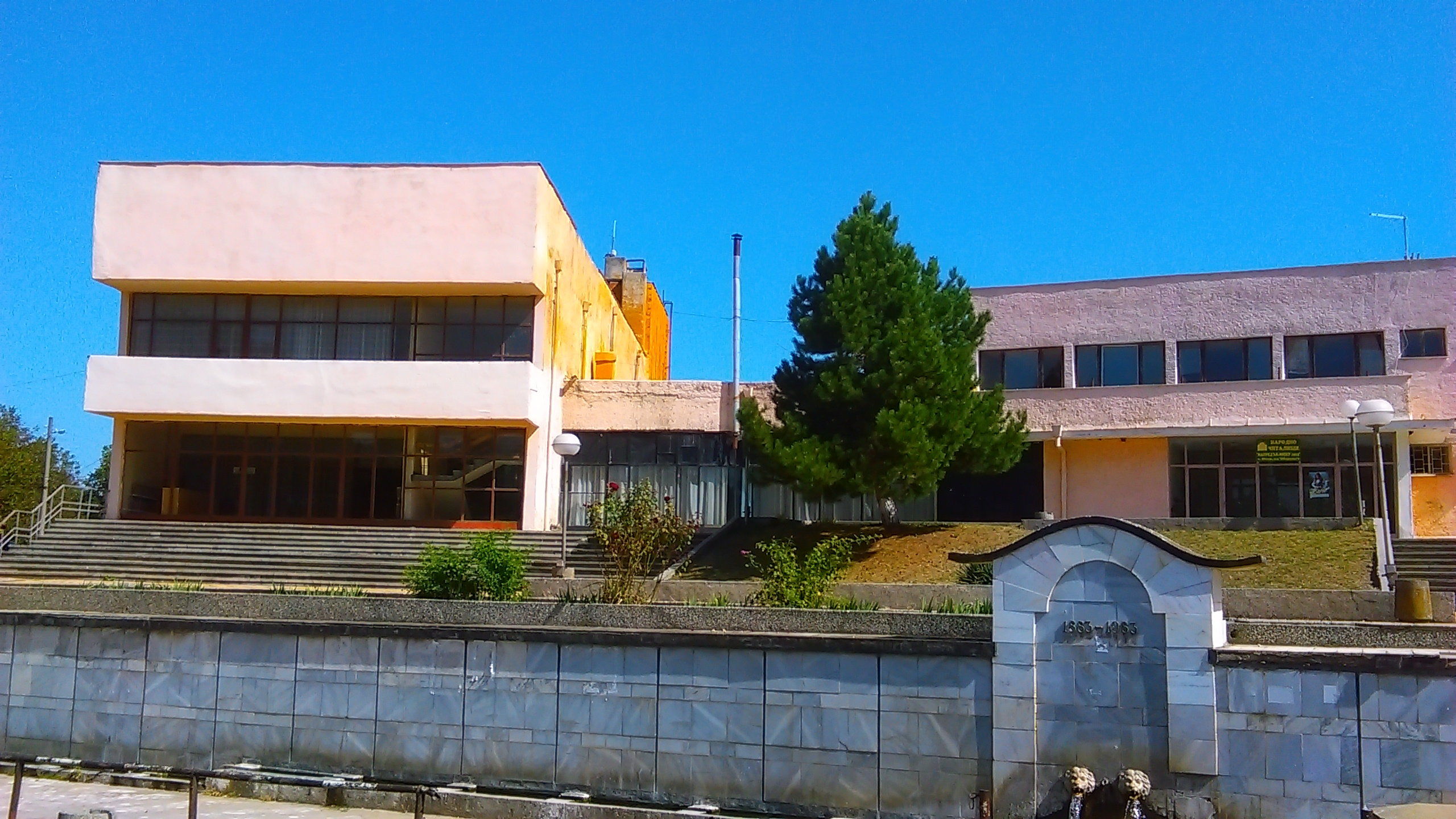
Gemeenschapscentrum
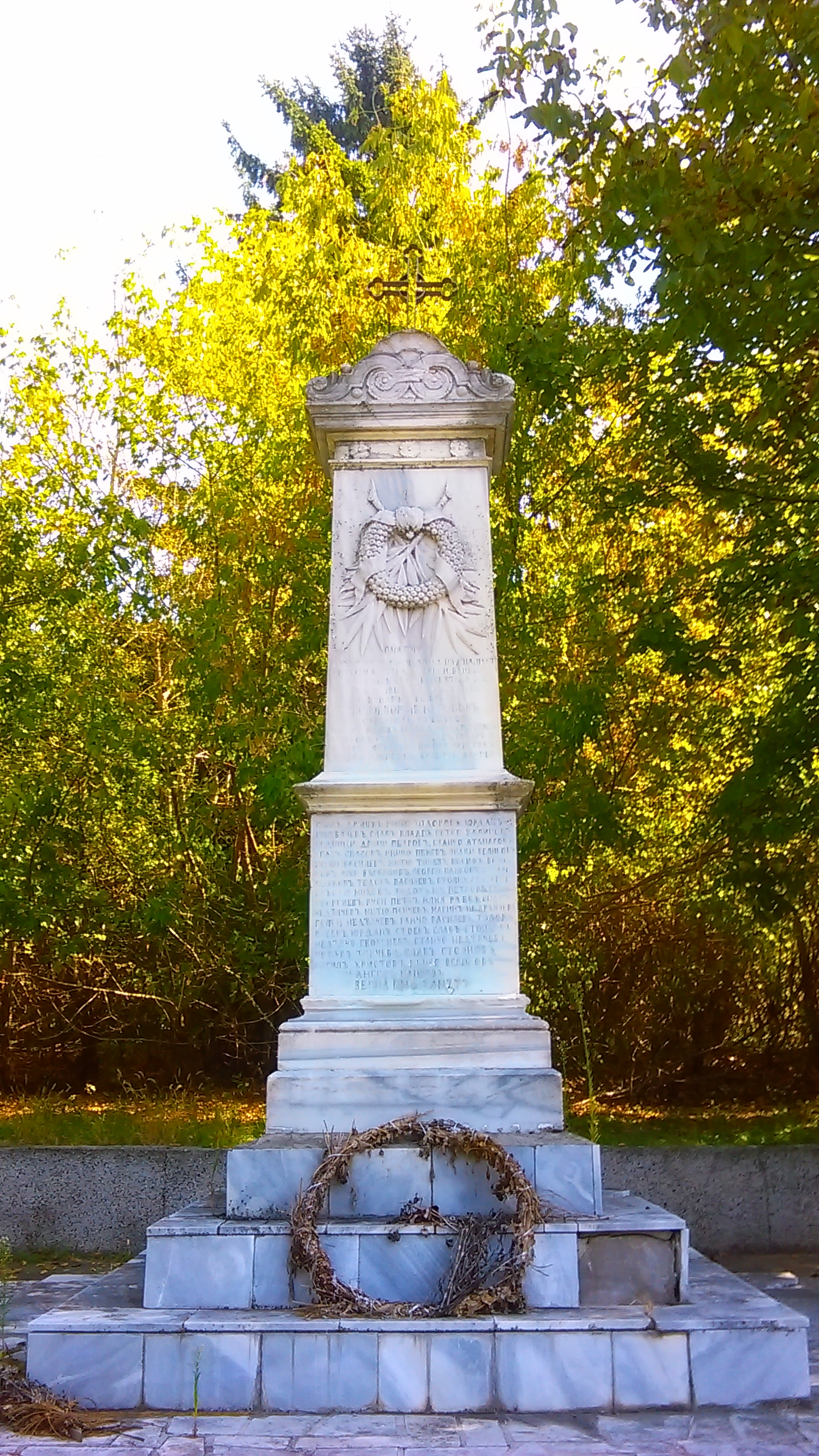
Herdenkingsmonument

Belovets - Bisertsi - Bozjoerovo - Goritsjevo - Kamenovo - Koebrat - Madrevo - Medovene - Ravno - Savin - Seslav - Sevar - Terter - Totsjilari - Joeper - Zadroega - Zvanartsi